# Povstání maillotinů
Povstání maillotinů bylo lidové povstání v Paříži v březnu 1382. Název povstání je odvozen od francouzského označení středověkých zbraní (maillet), se kterými povstalci zaútočili na pařížskou radnici. Povstalci byli podle nich označeni jako Maillets, z čeho později vzniklo Maillotins.

## Příčiny
Král Karel V. († 16. září 1380) zrušil krátce před svou smrtí některé daně. Jejich znovuzavedení oznámili panující vévodové Ludvík I. z Anjou, Jan z Berry a Pilip II. Burgundský 17. ledna a 28. února. Obnovení daní bylo sice bezprostřední příčinou, jinak ale během stoleté války docházelo i k dalším povstáním, jejichž důvodem byla špatná hospodářská situace. Bezprostředně před tím (24. února) vypukla vzpoura proti daním v Rouenu, další povstání proběhlo v Languedocu.

## Průběh
Když výběrčí daní vstoupil 1. března do pařížské tržnice, propukla vzpoura, která se rychle rozšířila po celém městě. Lidé drancovali a vypalovali paláce bohatých občanů, směnárníků, židů a královských úředníků. Vězňové byli propuštěni, včetně bývalého pařížského prévota Huguese Aubriota, který byl v králově nemilosti. Ten využil situace a z Paříže uprchl. Improvizovaná delegace začala vyjednávat s královskou vládou, zastoupenou burgundským vévodou Pilipem II. Několik osob bylo pověšeno, byla zajištěna všeobecná amnestie pro účastníky povstání a 13. března bylo povstání ukončeno. Daně zůstaly ovšem v platnosti.

## Důsledky
K přísnějšímu potrestání Pařížanů došlo až po skončení válečného tažení do Flander v listopadu 1382. Následujícího roku bylo popraveno opět mnoho osob a městu byla uložena pokuta. Navíc byl 27. ledna 1383 zrušen úřad prévôt des marchands, který představoval pařížskou samosprávu. Jediným úřadem zůstal prévôt de Paris, což byl královský úředník. Teprve v roce 1389 byl jmenován prévôt des marchands Jean Jouvenel, který postupně vyjednal obnovení výsad Paříže. Úřad prévôta byl znovu obnoven v roce 1412.